# SECIS-элемент
SECIS-элеме́нт (от англ. selenocysteine insertion sequence — последовательность вставки селеноцистеина) — участок РНК длиной около 60 нуклеотидов, формирующий шпилькообразную структуру. Этот структурный мотив (набор нуклеотидов) заставляет стоп-кодон UGA кодировать селеноцистеин. Поэтому элемент SECIS является неотъемлемым элементом мРНК, кодирующих селенопротеины (белки, содержащие один или более остатков селеносодержащей аминокислоты селеноцистеина).
У бактерий элемент SECIS располагается почти сразу после кодона UGA, на который он воздействует. У архей и эукариот он находится в 3'-нетранслируемой области (англ. 3' untranslated region, 3' UTR) мРНК, и один элемент SECIS может заставить несколько UGA-кодонов кодировать селеноцистеин. У одного рода архей, Methanococcus, элемент SECIS расположен в 5'-нетранслируемой области (англ. 5' untranslated region, 5' UTR).
Элемент SECIS можно отличить по характерной последовательности нуклеотидов, то есть в нём определённые нуклеотиды занимают строго определённые места, а также характерной вторичной структуре. Вторичная структура обусловлена образованием водородных связей между комплементарными азотистыми основаниями, в результате чего формируется структура, похожая на шпильку. Эукариотический SECIS содержит неканонические пары A-G, которые редки в природе, однако чрезвычайно важны для нормального функционирования SECIS. Хотя и у эукариот, и у архей, и у бактерий SECIS имеет характерную форму шпильки, они не совмещаются друг с другом, то есть порядок расположения нуклеотидов, характерный для эукариотических SECIS, не является таковым для SECIS архей.
Было создано несколько компьютерных программ для поиска элемента SECIS в геноме, их работа основана на поиске специфических последовательностей и элементов вторичной структуры. Эти программы были использованы для поиска новых селенопротеинов.
Элемент SECIS обнаружен у самых разнообразных организмов из всех трёх доменов жизни, а также их вирусов.